# Späteres Shu-Reich
Das Spätere Shu-Reich (chinesisch 後蜀 / 后蜀, Pinyin Hòu Shǔ; 934–960; im Chinesischen auch Meng Shu (孟蜀,  Mèng Shǔ genannt)) war eines der in der Zeit zwischen den Herrschaften der Tang-Dynastie und Song-Dynastie gebildeten Zehn Reiche der Zeit der Fünf Dynastien (Wudai) in China. Seine Hauptstadt lag in Chengdu (Sichuan). Der Staat hieß Shu (蜀,  Shú) und bekam erst später seinen Namen Hou Shu ("Spätere Shu").
Das Frühe Shu-Reich war 907 auf den Trümmern der Tang-Dynastie gegründet worden und wurde von der Späteren Tang-Dynastie erobert, der zweiten der fünf Dynastien, die den Norden in dieser Zeit beherrschten.
Meng Zhixiang (孟知祥,  Mèng Zhīxiáng; 874–934) kommandierte Teile der Truppen der Späteren Tang-Dynastie in den eroberten Gebieten des Shu-Reiches. Er wurde 925 zum Militärgouverneur (jiedushi) ernannt, verschwor sich aber gegen den Kaiser und bestieg 934 den Thron.
Das Spätere Shu-Reich umfasste in etwa das gleiche Gebiet wie das Frühere Shu-Reich: das heutige Sichuan, Chongqing und Südwest-Shaanxi, Südost-Gansu und West-Hubei.
Meng Zhixiang starb sieben Monate später und sein Sohn, Meng Chang, folgte ihm nach. Er regierte dreißig Jahre, bis das Reich 965 an die expandierende Song-Dynastie fiel.
Das im Frühjahr 1971 entdeckte Grab Meng Zhixiangs (Meng Zhixiang mu) im Norden von Chengdu steht seit 2006 auf der Liste der Denkmäler der Volksrepublik China (6-277).
| Tempelname  | Familienname und Vorname | Regierungszeit | Äraname und -dauer                                                |
| ----------- | ------------------------ | -------------- | ----------------------------------------------------------------- |
| Gāozǔ 高祖  | Mèng Zhīxiáng 孟知祥     | 934            | Mingde (Míngdé 明德) 934                                          |
| Hòuzhǔ 後主 | Mèng Chǎng 孟昶          | 934–965        | Mingde (Míngdé 明德) 934–938 Guangzheng (Guǎngzhèng 廣政) 938–965 |